# Наката, Хидэтоси
Хидэто́си Нака́та (яп. 中田 英寿 Наката Хидэтоси, род. 22 января 1977, Кофу) — японский футболист, ставший одним из первых японцев, проявивших себя в сильнейших европейских чемпионатах.

## Биография
Ранее выступал в Серии А за пять клубов и Английской Премьер-Лиге за «Болтон Уондерерс». Он выступал за сборную Японии на Олимпиаде-2000 в Сиднее. В составе национальной сборной Японии выигрывал чемпионат Азии 2000 года, а также участвовал в чемпионатах мира 1998, 2002 и 2006 годов и Кубке конфедераций 2005 года. Он признавался самым ценным игроком Азиатской конфедерации футбола в 1997 и 1998, а также вошёл в список 125 лучших футболистов мира среди живущих в 2004 году. Считается одним из лучших японских футболистов за всё время.
Помимо футбола, Наката проявлял интерес к моде, посещая показы мод, носил дизайнерскую одежду и делал яркие стрижки.
После чемпионата мира 2006 года он ушёл из футбола и занялся бизнесом.
Занимается ресторанным бизнесом. Владеет сетью ресторанов китайской кухни в Токио. Разработал собственную линейку сакэ, а также создал собственное мобильное образовательное приложение «Sakenomy», выражая интерес к просвещению общественности о сакэ.

## Достижения

### Командные
«Сёнан Бельмаре»
- Обладатель Кубка обладателей кубков Азии: 1996

«Рома»
- Чемпион Италии: 2001

«Парма»
- Обладатель Кубка Италии: 2002

Сборная Японии
- Обладатель Кубка Восточной Азии: 1998
- Финалист Кубка конфедераций: 2001

### Личные
- Футболист года в Азии: 1997, 1998
- Golden Foot: 2014 (в номинации «Легенды футбола»)
- Входит в список ФИФА 100

## Награды
- Кавалер ордена «Звезда итальянской солидарности» (2005)[4]